# Beaufort Burdekin

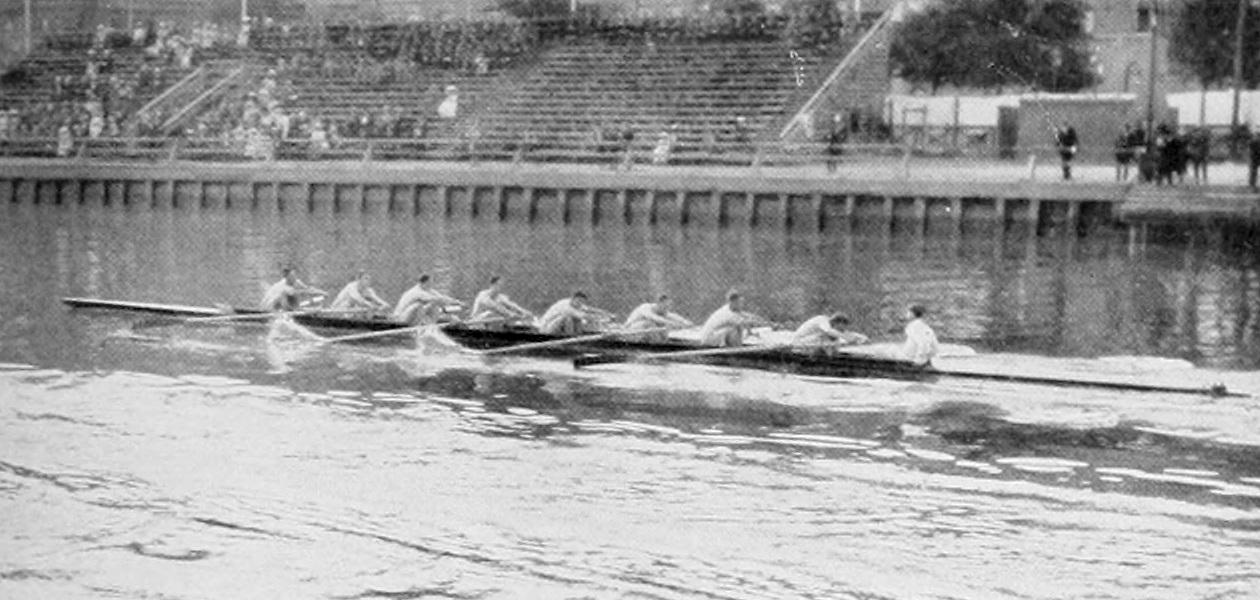
Fotografia de la selecció anglesa als Jocs Olímpics d'estiu de 1912, on guanyaren la medalla d'argent.

Beaufort Burdekin (Poole, Dorset, 27 de desembre de 1891 – Poole, 15 de maig de 1963) va ser un remer anglès que va competir a començaments del segle xx.
Burdekin va néixer a Dorset, procedent d'una família australiana. Estudià al Cheltenham College i al New College, de la Universitat d'Oxford. El 1912 va prendre part en els Jocs Olímpics d'Estocolm, on guanyà la medalla de plata en la competició del vuit amb timoner del programa de rem.
Burdekin fou membre de l'Inner Temple i va servir a la Royal Field Artillery durant la Primera Guerra Mundial. El 1920 es va traslladar amb la família a Sydney, on exercí com a advocat.
El 1915 es casà amb la novel·lista feminista Katharine Penelope Cade. Va tenir dos fills, però el 1922 se separaren.